# 阿曼达·兰德斯-墨菲
阿曼达·兰德斯-墨菲（英語：Amanda Landers-Murphy，1991年6月7日—），新西兰女子壁球运动员。她曾代表新西兰参加2014年、2018年和2022年英联邦运动会壁球比赛，获得二枚金牌。